# 쇼비가쿠엔 대학
쇼비 가쿠엔 대학 (尚美学園大学 영어 : Shobi University)은 사이타마현 가와고에시 도요타 쵸 1-1-1에 본부를 둔 일본의 사립대학이다. 전신은 쇼비가쿠엔단기대학으로 2000년에 예술 정보 학부와 종합 정책 학부의 2 학부로 구성된 4년제 대학으로 개편되었다.

## 개요
원래는 음악 학교였지만, 2000년에 4년제 대학에 다시 편성했을 때, 예술 정보 학부 정보 표현학과, 음악 표현학과, 종합 정책 학부 종합 정책학과가 설치되었다. 2007년에는 종합 정책 학부 라이프 매니지먼트학과가 설립되어 폭 넓은 분야를 내포 한 인문 사회 과학 대학으로 변혁을 이루고있다.
일본에서는 적은 음향 (정보 표현학과) 재즈 (음악 표현학과)을 배울 수있는 코스가 설치되어있다. 최근에는 컴퓨터 게임에서 프로그래밍, 사운드 등의 강의도 솔선하여 도입하고있다.
학생 활동은 여자 스포츠에 특징이 있으며, 배드민턴과 검도 외에 여자 경식 야구, 여자 축구, 여자 치어 댄스 등 새로운 영역의 동아리 활동이 대학 지정 서클이 되고있다. 특히 여자 경식 야구부는 일본 여자 야구 협회가 공인하는 것으로는 처음 대학 여자 경식 야구부이며, 같은 종류는 전국적으로 봐도 극히 소량이다 (연식 야구는 예를 들어 전일본 대학 여자 야구 연맹가 주최하고 2008년에 개최 된 제 23 회 전일본 대학 여자 야구 선수권 대회에 22 팀이 참가하는 일본 여자 야구 협회가 주최하고 밖으로 2008년에 개최 된 제 4 회 전일본 여자 경식 야구 선수권 대회 참여 대학 및 단기 대학 팀은 3이다).

## 연혁
- 1926년 사립학원 쇼비음악원을 도쿄에 개설 (현재 전문학교 "도쿄뮤직 & 미디어아트 쇼비")
- 1972년 학교법인쇼비학원 설립
- 1981년 쇼비 음악 단기대학 사이타마 현 카와 고에시 (카미 후쿠오카 캠퍼스) 개설 (음악학과, 음악 정보학과)
- 1986년 쇼비음악단기대학을 쇼비학원단기대학으로 교명 변경, 음악 비즈니스학과 개설
- 1990년 정보 통신학과 개설
- 2000년 쇼비 가쿠엔 대학설립 (종합 정책 학부 종합 정책학과, 예술 정보 학부 정보 표현학과 같은 음악 표현학과) 사이타마 현 카와 고에시 豊田本 1373 번지 (현재 도요타 도시 잇 쵸메 1 번 1 호) 카와 고에 캠퍼스 개설
- 2004년 대학원 종합 정책 연구과 개설 학교법인쇼비학원 이사장에 타카노 후미오 취임
- 2006년 대학원 예술 정보 연구과 개설
- 2007년 종합정책학부 라이프매니지먼트학과 개설
- 2009년 학교법인쇼비학원 이사장을 마츠다 義幸 학장 겸임
- 2013년 카미 후쿠오카 캠퍼스를 폐쇄하고 카와 고에 캠퍼스에 통합
- 2015년 예술정보학부 음악응용학과 및 무대표현학과 개설

## 학부
- 종합 정책 학부
  - 종합 정책학과
    - 공공 정책
    - 기업 · 경영
    - 정보 통신

  - 라이프 매니지먼트학과
    - 문화 코스
    - 스포츠 코스
- 예술 정보 학부
  - 음악 표현학과
    - 피아노 코스
    - 성악 코스
    - 관현 타악기 코스
    - 팝스 & 재즈 코스
    - 작곡 코스

  - 음악 응용학과
    - 음악 미디어 코스
    - 음악 비즈니스 코스

  - 무대 표현학과
    - 뮤지컬 코스
    - 연극 코스
    - 댄스 코스

  - 정보 표현학과
    - 음향 필드
    - 영상 필드
    - 미술 필드
    - 정보 게임 필드
    - Web 응용 필드

## 대학원
- 종합 정책 연구과
  - 정책 행정 전공 (석사 과정)
- 예술 정보 연구과
  - 정보 표현 전공 (석사 과정)
  - 음악 표현 전공 (석사 과정)

## 학장
1. 堀江湛 (2000년 - 2008년) - 초대. 前 게이오기주쿠 대학 법학 학장, 명예 교수. 前 지방 분권 추진위원회 위원장 대리.
2. 松田義幸 (2008년 - 2014년) - 2대. 前 짓센여자대학(実践女子大学) 교수. 츠쿠바 대학 대학원 객원 교수. 모리나 엔젤 재단 이사.
3. 田邉敏憲 (2014년 -) - 3대. 前 일본 은행 나가사키 지점장. 前 후지쯔 종합 연구소 경제 연구소 수석 연구원. 前 센조쿠음악학원대학 교수.

## 상징
학교 색상은 오렌지

## 캠퍼스
- 카와고에 캠퍼스 (〒350-1110 사이타마 현 카와고에시 도요타 쵸 잇 쵸메 1 번 1 호)

## 학생회
쇼비 가쿠엔 대학에는 학생 자치 조직 인 학우회가 존재한다.
클래스 세미나 · 연구소 등의 대표자에 의해 구성된 클래스 세미나 부회, 카미 후쿠오카 캠퍼스에서 주로 활동하고있는 동아리 대표로 구성된 문화 부회, 카와 고에 캠퍼스에서 주로 활동하고있는 동아리 대표로 구성된 스포츠 부회가 존재하고 각 부회의 대표가 대표자 회의가 조직되어있다.

## 동아리 서클

### 동아리 활동 (강화 지정)
- 카와 고에 캠퍼스
  - 축구부 - 관동 대학 축구 리그 소속
  - 여자 축구 부
  - 배드민턴 부
  - 검도부
  - 여자 경식 야구부
  - 여자 치어 리더 부
- 카미 후쿠오카 캠퍼스
  - 신 · 음악 그룹 "장인"- 혼성 합창